# Bouquet (digitales Fernsehen)
Beim digitalen Fernsehen werden Video-, Audio- und Datenströme über das Zubringernetz, also Kabel, Satellit oder Funk, zum Fernsehzuschauer gesendet. Die Diensteanbieter gruppieren mehrere digitale Programme zu einem Gesamtangebot, dem Bouquet (von französisch bouquet [buˈkɛ], „Strauß; Bund“) und verwalten gegebenenfalls die Zugriffsrechte (Bezahlfernsehen).
Im MPEG-Transportstrom wird in der Bouquet Association Table (BAT) mit dem Wert des Feldes bouquet_id eine eindeutige Identifizierung des Bouquet ermöglicht, da diese Werte den Programmanbietern einzeln zugeteilt werden. Nur einige wenige Provider in Deutschland strahlen für ihr Bouquet eine BAT aus. Die BAT ist eine Service Information (DVB-SI) - Tabelle und wird in einem TS - Paket mit dem Packet Identifier (PID) 0x11 übertragen.
Häufig wird der Begriff Bouquet mit dem verwandten Begriff Transponder verwechselt. Ein Transponder ist jedoch eine physikalische Zusammenfassung von mehreren Datenströmen auf einem Frequenzband; ein Bouquet ist eine virtuelle Gruppierung von Diensten, die sich auch über mehrere Transponder erstrecken können.